# Autocars Co.
Autocars Ltd (ивр. אוטוקרס‎) — израильская фирма по производству автомобилей. Основана в 1957 году, прекратила свое существование в начале 1970-х. Создатели — Ицхак Шовинский (1914—1981) и Владислав Шендлер (1914—1988).

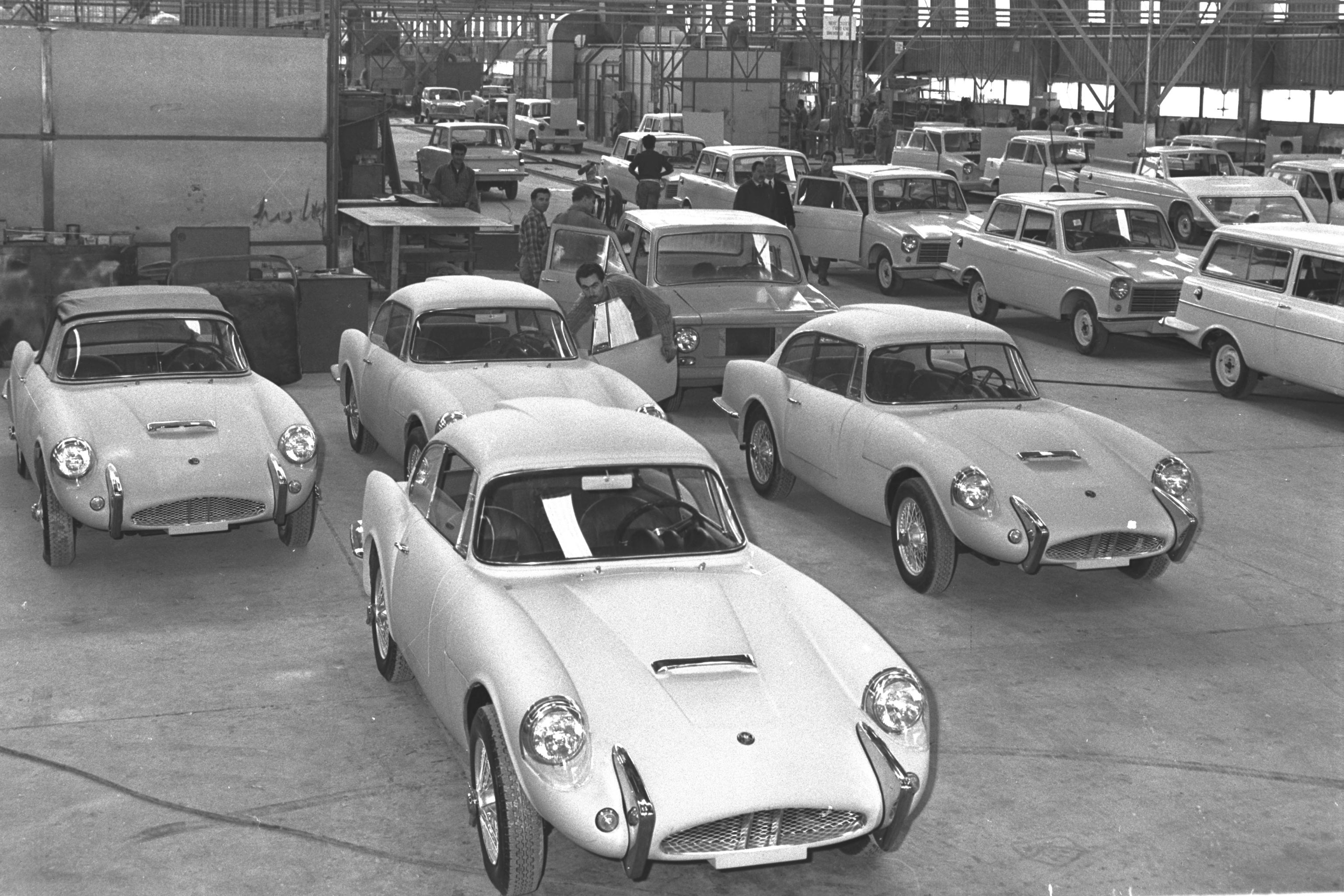
Сабра, Суситаи Кармель на заводе, 1967

## Сабра
Autocars Co. выпускала автомобили марки Сабра (ивр. צברה‎).
Основные модели:
- Сусита
- Кармель
- Гильбоа
- Sabra Sport

Несколько автомобилей были собраны в Греции на заводе Attica.